# Les Bidochon toniques
Pour les articles homonymes, voir Tonique.
Les Bidochon toniques est le seizième album de la série Les Bidochon créée par Christian Binet, paru en 1999.

## Synopsis
Les joies de la remise en forme et de la gymnastique à domicile vues par un couple de Français moyens.

## Commentaires
- L'histoire est souvent interrompue par des pubs ringardes présentant des appareils de musculation ou des produits pharmaceutiques comme on en voit sur les chaînes de téléboutique.
- Le logo « testé cliniquement » apparaît régulièrement dans l'œuvre.

## Couverture
Robert et Raymonde en maillots de bain léopard sur leur canapé essaient le nouvel appareil de remise en forme Body hop.

### Documentation
- Jean-Pierre-Fuéri, « Les Bidochon sentent le bouchon », BoDoï, no 20,‎ juin 1999, p. 5.